# 上股台県
上股台県（じょうこだい-けん）は中華人民共和国吉林省にかつて存在した県。現在の通化市一帯に相当する。
前漢により設置され、後漢により廃止された。